# Batuhan Altıntaş
Mustafa Batuhan Altıntaş (İzmit, 14 maart 1996) is een Turks voetballer die bij voorkeur als aanvaller speelt. Hij tekende in juli 2015 een contract tot medio 2017 bij Hamburger SV, dat hem overnam van Bursaspor.

## Clubcarrière
Altıntaş komt uit de jeugdopleiding van Bursaspor. Hiervoor debuteerde hij op 19 januari 2013 in de Süper Lig, tegen Kayserispor. Hij mocht drie minuten voor tijd invallen voor Tuncay Şanlı. Bursaspor won de wedstrijd met 2-1. Op 10 maart 2013 viel Altıntaş na 67 minuten bij een 2-1-achterstand in een uitwedstrijd bij Fenerbahçe SK. Ondanks de inbreng van Altıntaş slaagde Fenerbahçe erin om nog tweemaal tegen te scoren. Op de laatste speeldag van het seizoen kreeg hij opnieuw zijn kans. Hij viel na 70 minuten bij een 2-1-achterstand in voor Musa Çağiran tijdens een uitwedstrijd tegen Gençlerbirliği SK. De wedstrijd eindigde in 2-2. In het seizoen 2014/15 maakte Altıntaş met Bursaspor zijn debuut in de UEFA Europa League.
Altıntaş tekende in juli 2015 een contract tot medio 2017 bij Hamburger SV, dat zich in het voorgaande seizoen middels play-offwedstrijden had behouden in de Bundesliga.

## Interlandcarrière
Altıntaş speelde voor verschillende Turkse nationale jeugdelftallen. Hij scoorde drie doelpunten in tien wedstrijden voor Turkije -17.

## Trivia
Hij is de zoon van Yusuf Altıntaş, die tussen 1984 en 1994 tien seizoenen als verdediger voor Galatasaray SK speelde.
1 Heuer Fernandes ·
2 Mikelbrencis ·
4 Schonlau  ·
5 Hadžikadunić ·
6 Poręba ·
7 Dompé ·
8 Elfadli ·
9 Glatzel ·
10 Pherai ·
11 Königsdörffer ·
12 Mickel ·
14 Reis ·
17 Karabec ·
16 Mebude ·
18 Jatta ·
19 Raab ·
20 Richter ·
21 Öztunalı ·
23 Meffert ·
27 Selke ·
28 Muheim ·
29 Sahiti ·
30 Hefti ·
33 Katterbach ·
37 Zumberi ·
41 Megeed ·
45 Baldé ·
47 Oliveira ·
49 Stange ·
Coach: Polzin